# William Rockefeller
William Avery Rockefeller, Jr. (31 de maio de 1841 - 24 de junho, 1922)  foi um empresário e financista norte-americano. Rockefeller foi co-fundador da Standard Oil junto com seu irmão mais velho John Davison Rockefeller. Ele também era sócio da Anaconda Copper Company, que era a quarta maior empresa do mundo no final da década de 1920. Ele era um membro proeminente da família Rockefeller.

## Carreira empresarial
Aos dezesseis anos, começou a trabalhar como balconista em Cleveland, Ohio. Cerca de dois anos depois, ele se juntou ao negócio de comissão de produtos de seu irmão mais velho, Clark and Rockefeller, que mais tarde forneceu provisões para o Exército da União.

### Petróleo
Rockefeller era muito hábil em assuntos de negócios. Quando John D. formou a Rockefeller, Andrews & Flagler em 1867, ele convidou William para se encarregar dos negócios de exportação da empresa em Nova York . Em 1867, a William Rockefeller and Co. foi formada como uma subsidiária da Rockefeller and Andrews. Em 1870, essa empresa tornou-se Standard Oil. Em 1911, a Standard Oil of New Jersey foi dividida pela Suprema Corte dos Estados Unidos.

### Mineração de cobre

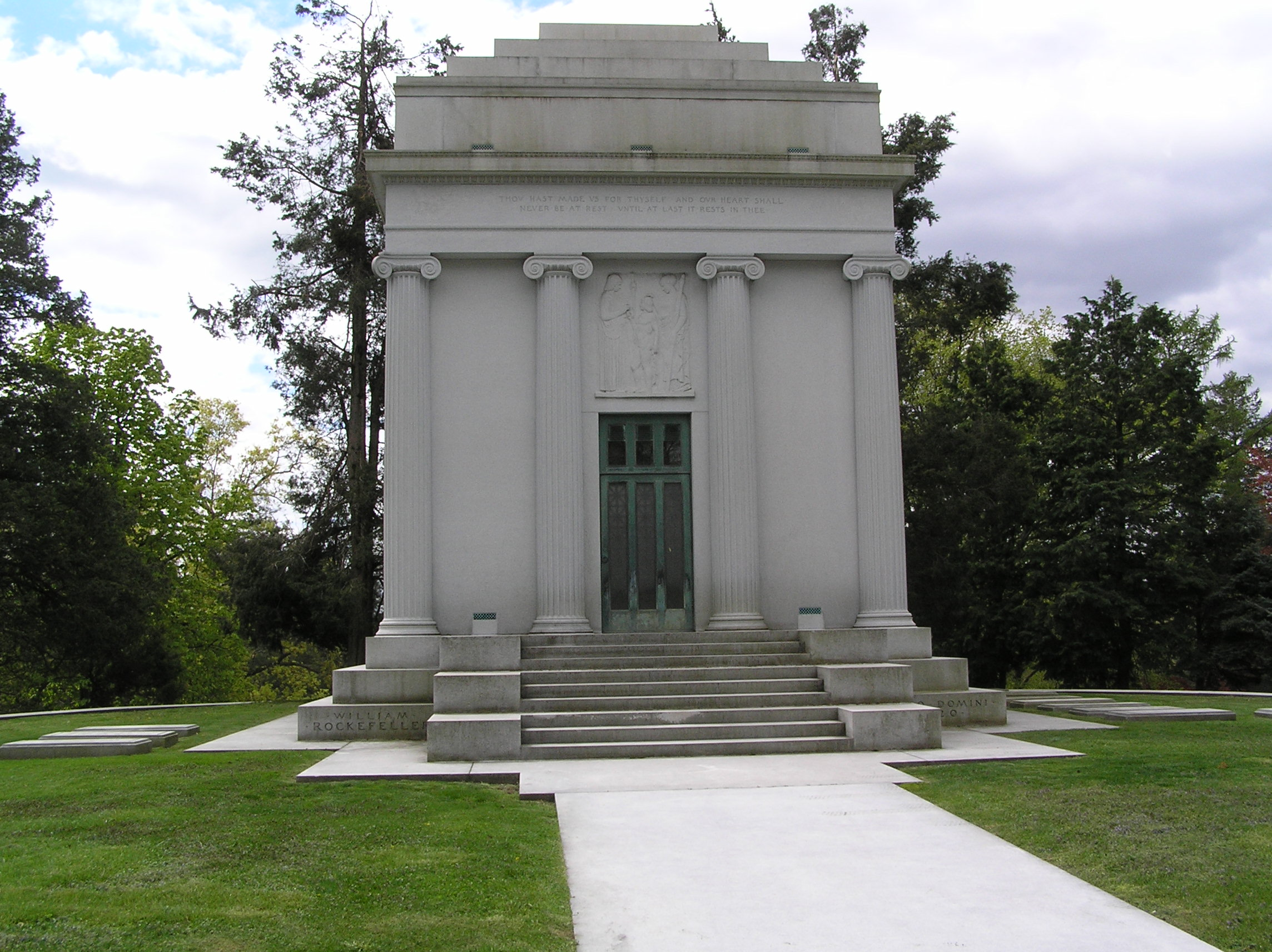
O mausoléu de William Rockefeller no Sleepy Hollow Cemetery

Em 1899, Rockefeller juntou-se ao colega diretor da Standard Oil, Henry H. Rogers, na formação da Amalgamated Copper Mining Company, uma holding que pretendia controlar a indústria do cobre. Rockefeller, junto com Henry Rogers, concebeu um esquema que lhes rendeu um lucro de US$ 36 milhões. Primeiro, eles compraram a Anaconda Properties de Marcus Daly por US$ 39 milhões, com o entendimento de que o cheque seria depositado no banco e permaneceria lá por um tempo definido (o National City Bank era administrado pelos amigos de Rockefeller). Rogers e Rockefeller então criaram uma organização de papel, conhecida como Amalgamated Copper Mining Company, com seus próprios funcionários como diretores fictícios, dizendo que a empresa valia US$ 75 milhões.
Eles fizeram a Amalgamated Copper Company comprar a Anaconda deles por US$ 75 milhões em capital social, que foi convenientemente impresso para esse fim. Em seguida, eles tomaram emprestado US$ 39 milhões do banco usando o Amalgamated Copper como garantia. Eles pagaram Daly pela Anaconda e venderam US$ 75 milhões em ações da Amalgamated Copper ao público. Eles devolveram os US$ 39 milhões do banco e tiveram um lucro de US$ 36 milhões em dinheiro.

Com a ajuda do banqueiro John Dennis Ryan, a Amalgamated adquiriu dois grandes concorrentes e logo controlou todas as minas de Butte, Montana. No final da década de 1920, tornou-se a Anaconda Copper Company e era a quarta maior empresa do mundo.

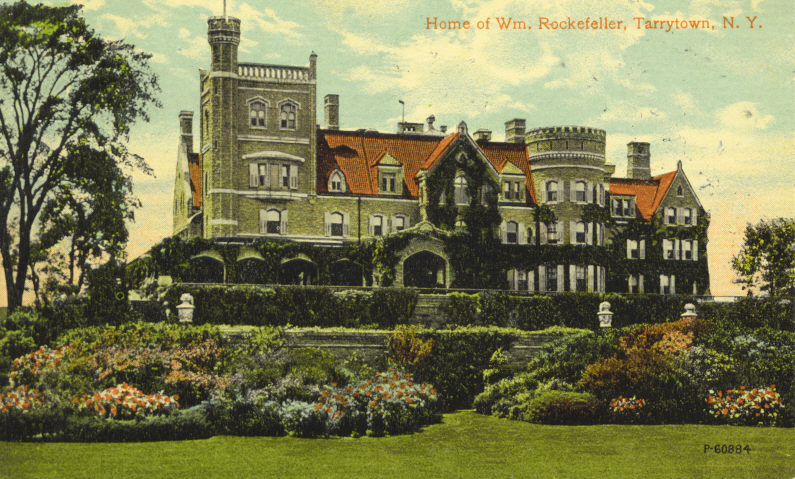
Rockwood - Casa de William Rockefeller em Tarrytown, NY

De 1912 a 1913, o Comitê Pujo investigou Rockefeller e outros por supostamente ganharem US$ 30 milhões em lucro por encurralar o mercado de cobre e "sincronizar com atividade artificialmente imposta" em ações de cobre amalgamada na bolsa de valores de Nova York. 

Quando a recém-formada Mutual Alliance Trust Company abriu seus negócios em Nova York na terça-feira após 29 de junho de 1902, havia 13 diretores, incluindo Emanuel Lehman e Rockefeller. 

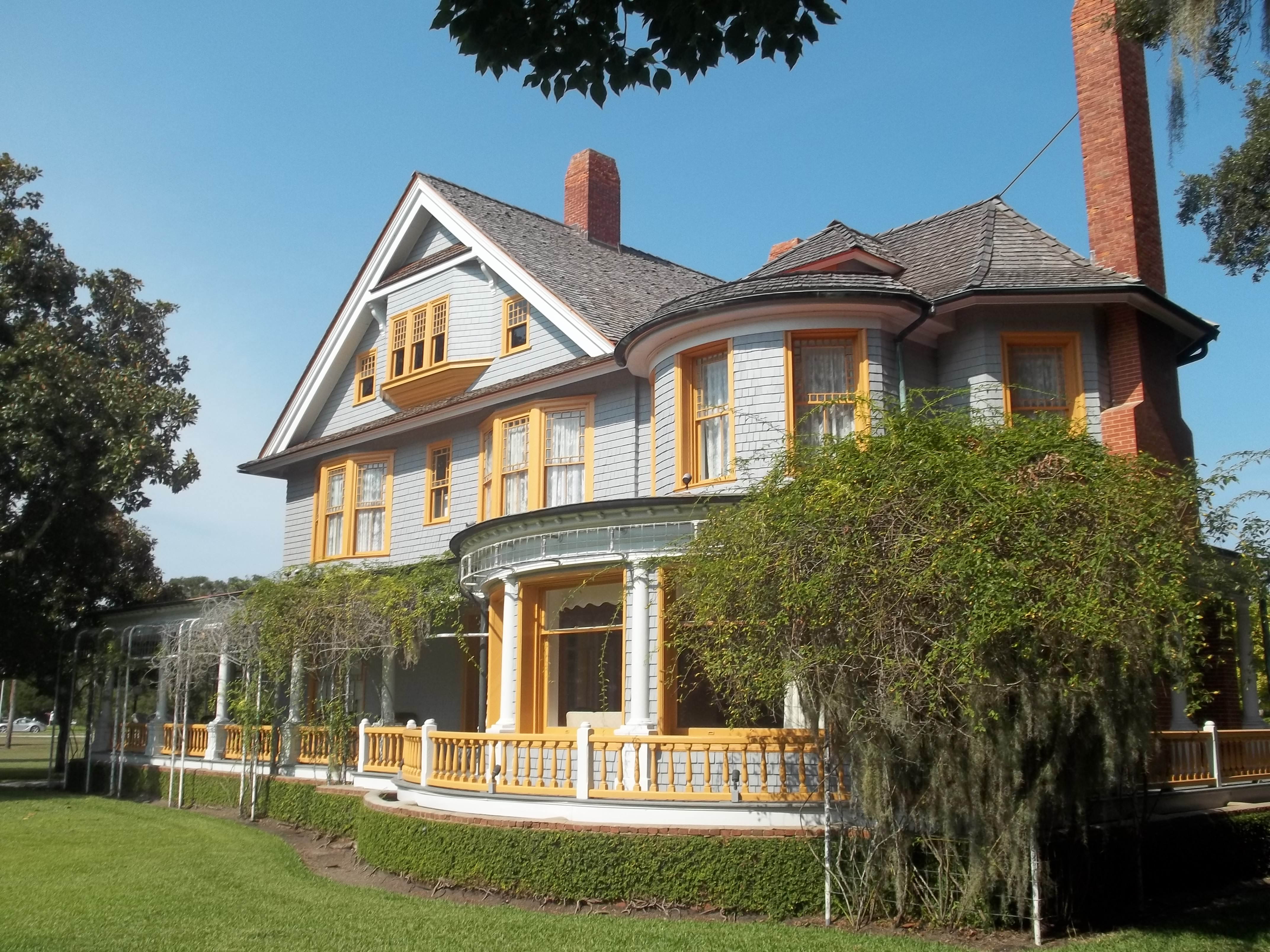
Indian Mound Cottage de Percy Rockefeller em Jekyll Island.